# USS Tenacity (PG-71)
USS Tenacity (PG-71) je bila korveta razreda flower Vojne mornarice ZDA, ki je bila operativna med drugo svetovno vojno.

## Zgodovina
Kraljeva vojna mornarica je 4. marca 1943 predala korveto HMS Candytuft (K09) Vojni mornarici ZDA, ki jo je 26. avgusta 1945 vrnila Združenemu kraljestvu.